# Мавзолей Тура-хана
Мавзолей Тура-хана или Кэшэнэ, зиарат Батыра (тат. Тура-хан мавзолее) — булгаро-татарский мавзолей золотоордынского периода. Построен XIV—XV веках. Находится в Чишминском районе Башкортостана близ деревни Нижние Термы на левом берегу реки Слак. Относится к булгарской школе зодчества Золотой Орды. Имеет портально-купольную форму с шатровым наружным перекрытием. Наиболее хорошо сохранившийся мусульманский монументальный памятник Башкортостана.

## Название
В современной науке эту постройку именуют «Мавзолеем Тура-хана», однако в работах большинства ученых до XX века приводилось название Кэшэнэ. После расшифровки этого названия татарским ученым Гаруном Валеевичем Юсуповым выяснилось, что слово Кэшэнэ состоит из двух частей: кэшэк (с тюрк. тлен, прах) и ханэ (с перс. дом), что означает «дом праха», «усыпальница». Личность самого Тура-хана на сегодняшний день признается вымышленной. По словам Гарустовича и Нечвалоды, Тура-хан это всего лишь титул.

## История
Петр Иванович Рычков во время посещения Уфы в 1734 году слышал от Кидряса Муллакаева, тархана Кара-Табынской волости, о неких «каменных домах». Его сын Николай Петрович Рычков в составе экспедиции Петра Палласа смог описать эти «каменные палаты». В частности пишет про мавзолей Тура-хана, что он хорошо сохранился. Также около него стоят надгробия с надписями на арабском языке, которые никто не может перевести, а «к чему служило сие место, а того меньше ещё, кто был основателем онаго» никто не знал. Версия про принадлежность мавзолея к древнему народу, по словам Иванова Владимира Александровича, была услышана от местных жителей, которую Николай не посчитал достоверной, а потому заключил, что «оно служило больше надгробною палатою знатнейшего человека, нежели молитвенным храмом тех народов, кои в древности тамо обитали». Паллас тоже приводит некоторые сведения о «мечетях», сооруженных владельцами, «живших где теперь город Уфа построен», которым башкиры платили дань до вхождения в состав Русского государства. По словам Геннадия Николаевича Гарустовича и Алексея Ивановича Нечвалоды, в XVIII веке Георги Иоганн Готлиб также описывал мавзолеи. Иванов же, пересмотрев труды ученого, не нашел там никаких сведений о мавзолее.

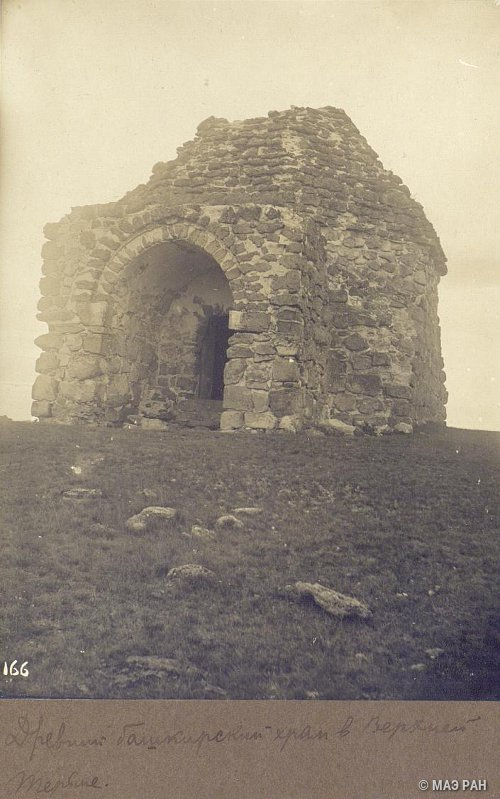
Фотография Михаила Круковского, сделанная в 1908 году

Петр Павловский в 1841 году писал, что мавзолей был судилищем некоего башкирского хана, имя которого местные жители не знали. По словам Искандера Леруновича Измайлова, принадлежность мавзолея к башкирским ханам не более чем мифотворчество местного населения. В 1860-е годы впервые появилось упоминание Тура-хана в работе Г. Игнатовича. Опираясь на некую татарскую хронику он пишет о Тура-хане, что тот являлся чингизидом, имел жену Сахиб-зямал, был родственником хана Кучума, после ссоры с которым начал кочевать, построив на реке Слак «дворец Турахана». В 1873 и 1883 годах Руфом Гавриловичем Игнатьевым был опубликован один и тот же очерк о чишминских мавзолеях, где он указал ту же информацию, что и Игнатович. В 1896 некий Шиленков посещает мавзолеи, утверждая, что здание могло быть сторожевой башней. Павел Юдин пишет о «Тураханском дворце», что он может указывать «на значительной величины город с признаками магометанских мечетей», сопровождая свои слова рисунком здания. По словам Гарустовича и Нечвалоды, «такие несуразности мог написать лишь тот, кто сам никогда не видел окрестности обеих каменных усыпальниц…».
Виктор Филоненко Иосифович в 1913 году посетил мавзолей, написав о том, что, по одной версии, это некий «дом суда, но какого суда, ничего неизвестно», по другой версии это дворец ногайского хана, с чем не согласны Гарустович и Нечвалода, говоря об опровергнутости археологами этих поздних легенд. В 1920-е годы Габдельахатом Фазлыевичем Вильдановым на стене в углу мавзолея была обнаружена надпись краской цифр «788». Если учитывать, что это дата, то по григорианскому календарю она значит 1386 год. Также возможен вариант написания цифр слева направо: 887 год (1482 г.). В 1928 году проводилось исследование каменных мавзолеев, в которой участвовал Ильич Максим Касьянов. В 1936 году Александр Петрович Чулошников при подготовке свода документов по истории Башкортостан включил в него описания каменных мавзолеев у поселка Чишмы, впервые сопоставив разрушенную вершину купола мавзолея Тура-хана с вершиной башкирской юрты. В 1960 году Гаруном Юсуповым была выпущена книга, в которой он дает перевод текст на камне у кэшэнэ Тура-хана.
В СССР в 1944—1965 годы действовал совет по делам религиозных культов, целью которой было регулировать политику в стране в отношении религии. В 1947 году совет телеграфировал уполномоченному М. Каримову о том, что надо собирать информацию о местах поломничества мусульман и дать краткое описание этих мест, чтобы не допустить «отход трудящихся в сектантские религиозные общины». В 1954 году было рекомендовано выехать в Чишминский район, где нужно было бы изучить состояние мусульманского населения, общин, духовенства и т. д. В 1958 году в совет по делам религиозных культов от уполномоченного по БАССР докладывалось, что на её территории нет так называемых святых мест, но на один из имеющихся объектов, мавзолей Тура-хана, во время мусульманских праздников приходят около 30 человек, что послужило причиной для предложения его ликвидации. В этом же году 10 декабря по новому постановлению ставилась цель прекратить паломничество на это место. 27 сентября в докладной записке Алексею Пузину Александровичу указывалось, что мавзолей не считается верующими святым местом, а также он не находился на учёте у муфтия Шакира Шайхисламовича Хиялетдинова в качестве святого места. Позже здание было включено в книгу Барыя Гибатовича Калимуллина в качестве архитектурного памятника, что стало причиной отказаться от ликвидации объекта. Включение усыпальницы как памятника архитектуры происходило в 1947, 1948, 1953 и 1960 годах.

## Описание

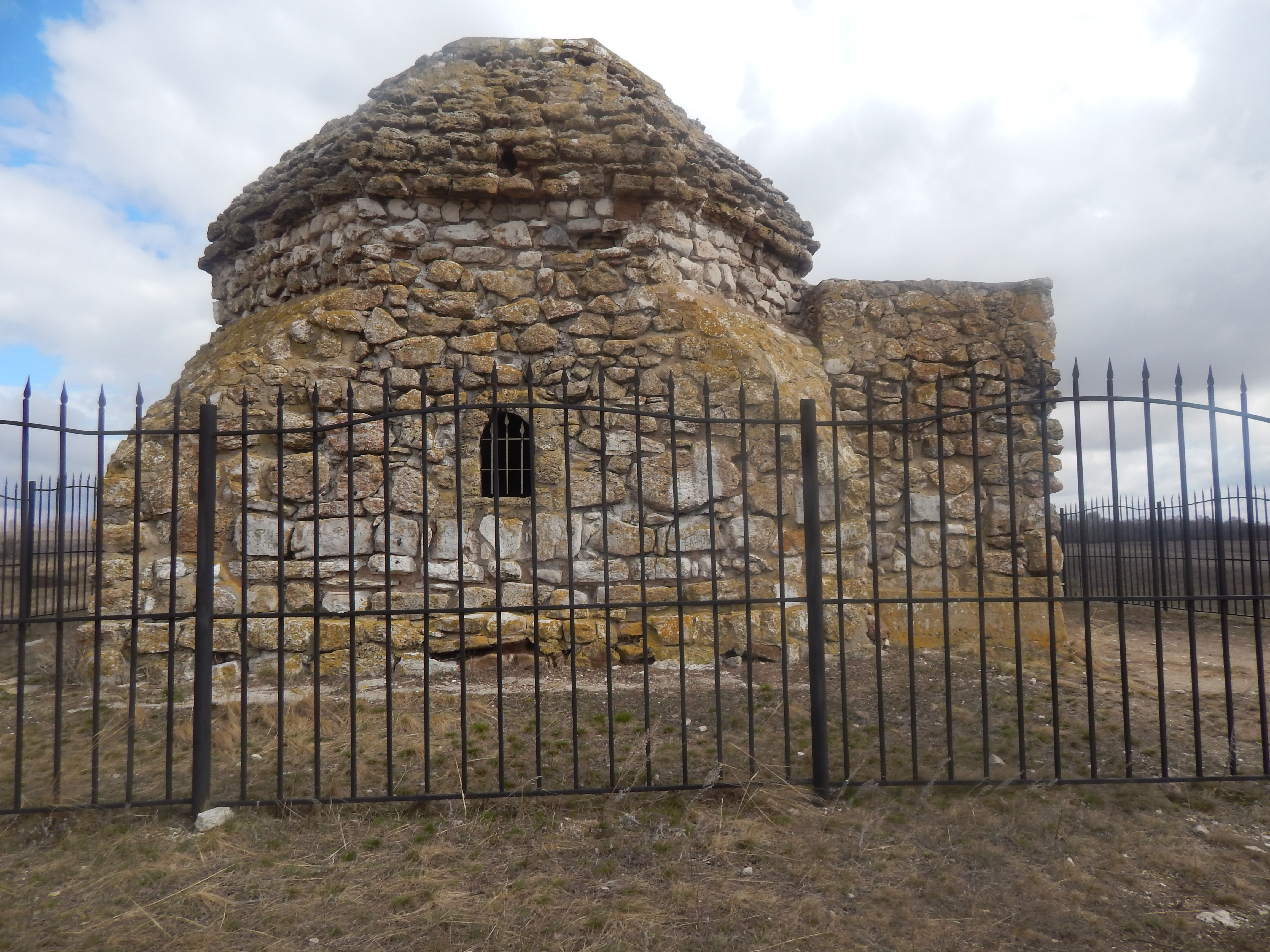
Боковая сторона мавзолея

Мавзолей был построен в XIV в. из природных камней, которые имеют до 0,6 м в высоту и до 1 метра в ширину, на известняковом растворе и слегка подтесанного светлого известкового туфа. Мощность фундамента равна 0,8—0,9 м. Высота здания на данный момент 6,4 м, с утраченным ныне куполом 9,9 м. Основание здания квадратной формы 6,6×6,59 м. На входе в усыпальницу, ориентированном на восток, имеется портал высотой 3,4 м. Вход оформлен стрельчатой аркой, которая характерна для мусульманской архитектуры. На лицевой стороне арки сохранилось место, где имелась каменная вставка с арабской надписью. Имеется айван, который был пристроен позже и не имеет следов фундамента. По словам Барыя Калимуллина, это показывает его изначальную принадлежность к типу центрически-купольного беспортального здания. Сам верхний купол был единственным утраченным элементом мавзолея и, по словам Рычкова, подвергался побелке. На куполе имелось декоративное металическое навершие. Стены возведены по технике полубутовой кладки, и ранее изнутри были побелены. Толщина этих стенок 1,07-1,12 м, высота 3,2 метра. Они переходят в восьмигранный барабан, увенчанный куполом из вулканического туфа с таким же количеством сторон. Изнутри также имеется сферический купол диаметром около 4м , находящийся над погребальными камерами. Верхние части стен выложены из более легких камней, чем нижние. Фасады с юга и запада прорезаны арочными проемами окон, для них был использован более легкий туф, как и для куполов, арочных порталов и двери. Арка двери и окон обрамлена камнями. Во внешней стороне мавзолея используются мамлюкские срезы, называемые также сельджукскими тромпами, являющаяся особенностью булгаро-татарских мавзолеев. Внутри также имеются тромпы. Грани шатра имеют небольшие прямоугольные отверстия, которые не дают собираться влаге во внутреннем своде. Сооружение обнесено современной решёткой с закрытой на замок калиткой. Мавзолей Тура-хана находится на территории мусульманских татарских кладбищ, построенные не ранее конца XVI. Около него, в 250 метрах на юго-запад, расположены остатки фундамента ныне разрушенного Малого Кэшэнэ. 

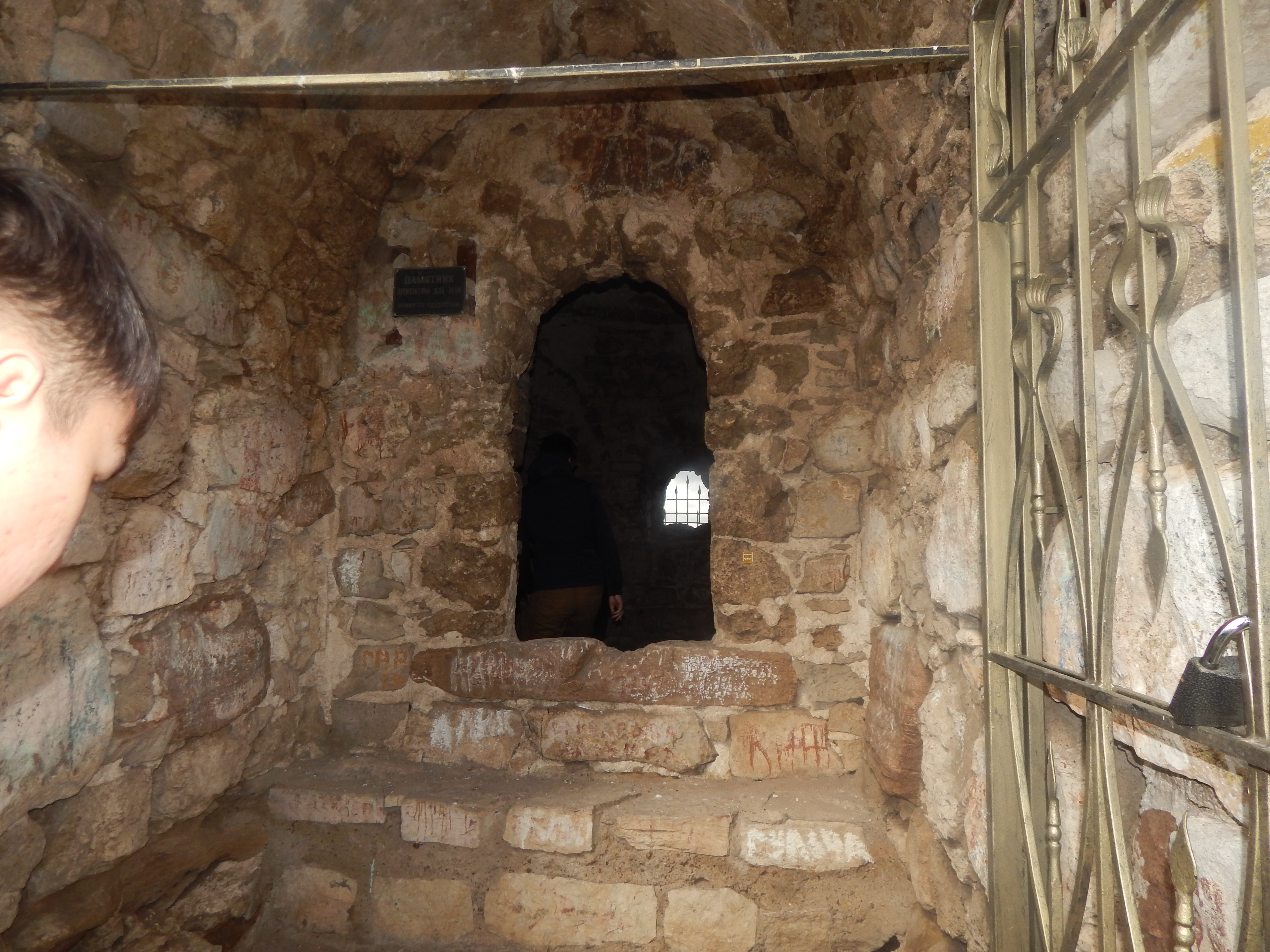
Вход в усыпальницу

По данным исследований археолога Геннадия Гарустовича, камни, из которых построен данный мавзолей, были привезены с территории современного Татарстана, с окрестностей города Болгар из Сюкеевского месторождения. Архитектура мавзолея принадлежит к монументальному зодчеству Булгарского улуса Золотой Орды, а также повторяет тот же тип постройки, как и другие булгаро-татарские сооружения. Построен был татарскими зодчими по устоявшейся в среднем Поволжье и Приуралье системе каменного строительства, в чём не возникает никаких сомнений. По мнению Гарустовича и Нечвалоды, на вид памятника также повлияли архитектурные идеи Ирана и Средней Азии. Ученые пришли к общему мнению о том, что мавзолей был построен не ранее XIV века. Теория о том, что мавзолей построили кочевники отрицается многими учеными и считается некомпетентной, так как он находился за пределом обитания золотоордынских кочевников, а также постройки такого уровня требуют развитую индустрию строительных материалов.

## Археологические исследования
В 1975—1976 годах проводились раскопки внутренней камеры мавзолея. В 1976 году в ходе реставрации здания было найдено большое количество костей жертвенных животных, людских черепов и ног. Сохранилось гробовище из дубовых досок. Одно из погребений было разграблено. По итогам было выяснено, что это была коллективная семейная усыпальница. В 1965 году проводились раскопки во главе с Гаруном Юсуповым. В 1985 году также проводились раскопки во главе с Гарустовичем.
В 2022 году были проведены раскопки одного из двух кладбищ у мавзолея, которые показали, что из шести погребений два принадлежат женщинам 30—35 и 20—25 лет, одно ребёнку до года, и оставшиеся троим мужчинам 45—55, 20—25, 45—60 лет. Черепа захороненных представляют собой «гиперморфный широко-высоколицый морфотип со среднепрофилированным лицевым скелетом и хорошо выступающим носом», и относятся к смешанному монголо-европейскому морфологическому комплексу, имеющему пришлое происхождение, в которой преобладает европейская составляющая. Между некоторыми захоронениями не исключено определённое родство. Большинство скелетов имеют признаки, по которым можно ясно говорить о том, что верховая езда являлась одной из их повседневных активностей. Каменные плиты, по рассказам жителей Нижние Термы, в советское время были утоплены в реке Слак. Могилы внутри мавзолея также оказались разграблены, что могло произойти как в советское время, так и намного раньше.

## Память
В апреле 2021 года была проведена конференция «Золотоордынские мавзолеи Башкортостана в контексте культуры тюркских народов», в рамках которой была проведена экскурсия по Мавзолею Тура-хана.
В 2024 году в Башкортостане был создан музей кочевых цивилизаций, одним из экспонатов которого стал мавзолей Тура-хана, для которого был создан отдельный визит-центр «Турахан».

## Споры
По мнению башкирских ученых данный мавзолей является древнебашкирским памятником. Такая точка зрения отрицается российским научным сообществом и не подтверждается ни одним исследованием российских ученых. По словам Иванова, башкиры не имеют прямого отношения к мавзолею. По словам Измайлова, только предки современных татар могут являться наследниками мавзолея, а все попытки приватизировать золотоордынское наследие являются искажением исторической действительности.

## Вандализм
В 2021 году произошел акт вандализма, а именно были нанесены граффити на стенах мавзолея.